# أمين أيوب سمكوغ
أمين أيوب سمكوغ (1903 - 1952) هو باحث واديب سوري من أعلام الشراكسة وأعيانهم في سوريا.

## حياته ونشأته
ولد في بلدة المنصورة في الجولان السوري عام 1903 م. والده الشهيد أيوب سمكوغ الذي استُشهد أثناء جهاده ضد الاحتلال الإيطالي لليبيا في طرابلس الغرب عام 1911 م من ضمن السوريين للذين دافعوا عن الكثير من الدول العربية عبر التاريخ الحديث .
درس في القنيطرة ودمشق وبيروت وذهب إلى فرنسا لينا ل الشهادة العليا في الزراعة والسياسة العالمية في الأعوام 1921 – 1929 م .
وبدأ دراسته الابتدائية في مدينة “القنيطرة” ثم أكمل دراسته في مكتب “عنبر” بدمشق بمنحة مجانية من الحكومة العثمانية لكونه ابن شهيد، حيث استشهد والده في طرابلس الليبية أثناء اشتراكه في الدفاع عنها ضد احتلال الإيطاليين لها، ونال الشهادة الثانوية بعد ذلك، وتعلم اللغة الفرنسية في بيروت لمدة عام والتحق بجامعة السوربون” في فرنسا ونال دبلوم اختصاص في الزراعة العامة وكذلك دبلوم السياسة الدولية».

### حياته في باريس
امضى (امين) عشر سنوات تقريبا في باريس، خلال الفترة ما بين 1921 و 1929 قضاها في الدراسة للحصول على الدرجة العلمية اولا كما عمل في متجر كبير في باريس حتى تمكن من تأمين مصاريف دراسته وكان تواجد (أمين) في باريس فرصة جيدة لتفرغه للبحث والتنقيب في مكتبات فرنسا الشهيرة عن كتب ومراجع ومخطوطات تبحث في تاريخ الأمة الشركسية وقضاياها.

## مسيرته
انتُخب رئيسا لبلدية القنيطرة ثم انتُخب نائبا في البرلمان السوري عامي 1931 – 1932 م .
ساعد في إصدار أول صحيفة شركسية في سوريا باللغات العربية والشركسية والفرنسية والتركية وهي صحيفة ( مارج ) وكان مدير التحرير المسؤول لها ، واستمرت بالصدور منذ عام 1928 م إلى عام 1931 م .
أسّس المدرسة الشركسية في القنيطرة عام 1933 م وتولى التدريس فيها و إدارتها بنفسه .
ألّف العديد من الكتب الشركسية منها كتاب ( الالفباء الشركسية ) وكتاب ( اشعار شركسية ) وكتاب ( تاريخ الشراكسة منذ القديم وحتى العصر الجديد ) وكتا ب (الشراكسة في حروبهم ضد القياصرة ) وكتاب ( مدخل إلى تاريخ الشراكسة ) .

## سيرته
اشتهر الباحث الأديب السوري أمين سمكوغ بنضاله المتواصل في سبيل خدمة بني قومه ووطنه المغتصَب حيث بذل كل جهوده في هذا السبيل فكان معلما ورياضيا وعازفا ومُلحّنا وإداريا وكاتبا وباحثا واديبا وسياسيا .
إنطفأت شعلة نضاله المتقدة بوفاته عام 1952 م وهو يردد ( عاشت أمتي ) داعيا لاستمرار خدمتها وبعثها لميادين التاريخ الحي من جديد .
المرجع : مجلة البروز- تصدرها الجمعية الخيرية الشركسية في دمشق- أعداد مختلفة)